# Перерождение (телесериал)
«Перерождение» (англ. The Passage) — американский телесериал, транслировавшийся на канале FOX с 14 января по 11 марта 2019 года.
10 мая 2019 года канал FOX закрыл телесериал после одного сезона.

## Сюжет
Сериал рассказывает о Проекте Ной — секретном медучреждении, где учёные экспериментируют с опасным вирусом, способным дать лекарство от всех болезней, но также обладающим потенциалом для полного уничтожения человеческого рода. Федеральный агент Брэд Уолгаст получает задание привезти девочку по имени Эми Беллафонте на Проект Ной в качестве подопытной. Однако вместо выполнения приказа, он начинает оберегать её и как бы заменяет ей отца. Он избавляется от напарника и пытается найти способ предать дело публичной огласке. Брэд и Эми вступают в противостояние с Проектом Ной в лице руководителя исследованиями Николь Сайкc и главой безопасности, бывшим оперативником ЦРУ Кларком Ричардсом. В итоге и те, и другие оказываются перед куда большей опасностью — новым видом существ, заключённом в стенах Проекта Ной. И пока учёные Проекта Ной бьются над панацеей ради спасения человечества, эти существа пробуют силы, приближаясь шаг за шагом к побегу, за которым последует невообразимый катаклизм.

## В ролях

### Основной состав
- Марк-Пол Госселаар — агент Брэд Уолгаст
- Санийя Сидни — Эми Беллафонте
- Джейми МакШейн — доктор Тим Фэннинг
- Кэролайн Чикези — доктор Николь Сайкс
- Эммануэль Шрики — Лайла Кайл
- Бриэнн Хауи — Шона Бэбкок
- МакКинли Белчер III — Энтони Картер
- Генри Йен Кьюсик — доктор Джонас Лир
- Винсент Пьяцца — агент Кларк Ричардс

### Второстепенный состав
- Кеция Льюис-Эванс — Лейси Антуан
- Джейсон Фукс — Лоуренс Грей
- Джеймс Легро — Гораций Гульдер
- Дженнифер Феррин — Элизабет Лир
- Ален Уй — доктор Даниэль Пет

## Обзор сезонов
| Сезон | Сезон | Эпизоды | Дата показа    | Дата показа   | Рейтинг Нильсона | Рейтинг Нильсона       |
| Сезон | Сезон | Эпизоды | Премьера       | Финал         | Ранк             | Зрители США (миллионы) |
| ----- | ----- | ------- | -------------- | ------------- | ---------------- | ---------------------- |
|       | 1     | 10      | 14 января 2019 | 11 марта 2019 | 63               | 6,62                   |

## Эпизоды

### Сезон 1 (2019)
| № общий | № в сезоне | Название                                                                                 | Режиссёр                     | Автор сценария                   | Дата премьеры   | Произв. код | Зрители в США (млн) |
| --- | ---------- | ---------------------------------------------------------------------------------------- | ---------------------------- | -------------------------------- | --------------- | ----------- | ------------------- |
| 1 | 1          | «Pilot» «Пилот»                                                                          | Джейсон Энслер & Маркос Сига | Лиз Хелденс                      | 14 января 2019  | 101         | 5.23                |
| Учёные работают над проектом НОА, основная цель которого – создать лекарство от всех болезней. Они экспериментируют с вирусом, который может привести к очень опасным последствиям и даже уничтожить человечество. Федеральный агент Брэд Уолгаст должен привезти 10-летнюю девочку Эми Беллафонте, которая нужна учёным для проведения ряда тестов. Однако знакомство с ней заставляет Брэда усомниться в честности проекта НОА.                          |            |                                                                                          |                              |                                  |                 |             |                     |
| 2 | 2          | «You Owe Me a Unicorn» «С тебя единорог»                                                 | Джейсон Энслер               | Лиз Хелденс                      | 21 января 2019  | 102         | 4.23                |
| Эми вместе с раненым Брэдом пытаются найти укрытие от Ричардса, и хотят обратиться за помощью к бывшему военному инструктору Брэда. Лила думает о том, как помочь им на расстоянии. Тем временем доктор Лир собирается привлечь к своим экспериментам Фаннинга, поскольку эпидемия в Китая набирает колоссальные обороты и лаборатория срочно нуждается в новом лекарстве.                                                                                 |            |                                                                                          |                              |                                  |                 |             |                     |
| 3 | 3          | «That Never Should Have Happened to You» «Такого не должно было случиться»               | Джейсон Энслер               | Питер Элкофф                     | 28 января 2019  | 103         | 3.95                |
| Брэд идёт на сделку с Сайксом и Ричардсом, чтобы быть с Эми, когда в НОА начинают проводить на ней тесты, связанные с вирусом. Брэд решает сформировать альянс, когда узнаёт ужасающую правду о заключённых в 4В. |            |                                                                                          |                              |                                  |                 |             |                     |
| 4 | 4          | «Whose Blood Is That?» «Чья это кровь?»                                                  | Эллисон Лидди                | Дэниэл Т. Томсен                 | 4 февраля 2019  | 104         | 3.80                |
| Волгаст становится на защиту Эми, убеждая Сайкса и Лира разрешить им заняться физическими упражнениями за пределами объекта. Картер предаётся воспоминаниям о прошлом, и мысленно переносится к тому моменту, которые привёл его к смертной казни. Тем временем участники проекта НОА чувствуют на себе усилившееся влияние Фаннинга. Заражённые берут в заложники персонал, заставляя Волгаста и Ричардса действовать сообща, чтоб избавиться от солдата. |            |                                                                                          |                              |                                  |                 |             |                     |
| 5 | 5          | «How You Gonna Outrun the End of the World?» «Как ты собираешься опередить конец света?» | Джеффри Начманофф            | Джой Блейк                       | 11 февраля 2019 | 105         | 3.66                |
| Брэду и Эми приходится придумать другой план побега, когда внезапное появление Горация Гилдера спутывает все их планы. Они прибегают к помощи неожиданного сообщника, и это не гарантирует хороший исход всего дела. Сайкс и Ричардс начинают испытывать сомнения относительно друг друга. Тем временем во взаимоотношениях Элизабет и Фаннинга всплывает вся правда.                                                                                      |            |                                                                                          |                              |                                  |                 |             |                     |
| 6 | 6          | «I Want to Know What You Taste Like» «Я хочу узнать, какая ты на вкус»                   | Джессика Лаундс              | Дэннис Салдуа                    | 18 февраля 2019 | 106         | 3.51                |
| Вирус попадает за пределы корпорации НОА, поэтому Гилдер и Рачардс возглавляют поисковую группу. Эми пытается оказать помощь, но сталкивается с недовольством Брэда. Лир объясняет Элизабет мотивы своих действий, когда ему приходилось работать в НОА. Тем временем связь между Сайксом и Бэбкоком всплывает наружу. |            |                                                                                          |                              |                                  |                 |             |                     |
| 7 | 7          | «You Are Like the Sun» «Ты словно солнце»                                                | Эдуардо Санчес               | Кейт Эриксон                     | 25 февраля 2019 | 107         | 3.30                |
| начинается операция, призванная спасти Эми, а Лайла и Брэд продолжают выяснять отношения. Проект НОА возглавляет Гораций Гилдер, и это просто выводит из себя Ричардса и Сайкса. Тем временем Картер собирается приобщить Эми к грандиозному плану Фаннинга, пока ещё есть время. |            |                                                                                          |                              |                                  |                 |             |                     |
| 8 | 8          | «You Are Not That Girl Anymore» «Ты уже не та девочка»                                   | Тай Уэст                     | Питер Элкофф                     | 4 марта 2019    | 108         | 3.38                |
| у Эми проявляются первые симптомы заражения, которые говорят о том, что она может в скором времени превратиться. Брэд объединяет усилия с Лайлой и Сайксом, чтобы улучшить антивирусное лекарство, и оказать помощь Эми и Фаннингу. Ричардс делает все, чтобы спасти проект НОА, но Гилдер решает уволить часть персонала. |            |                                                                                          |                              |                                  |                 |             |                     |
| 9 | 9          | «Stay in the Light» «Оставайтесь на свету»                                               | Джейсон Энслер               | Дэниэл Т. Томсен & Ванесса Гомез | 11 марта 2019   | 109         | 3.12                |
| команда думает над тем, как остановить сбежавших заражённых и остановит Фаннинга. Но если реализовать изначальный план, то Сайкс и Брэд останутся без лекарств. |            |                                                                                          |                              |                                  |                 |             |                     |
| 10 | 10         | «Last Lesson» «Последний урок»                                                           | Марк Тондерай                | Лиз Хелденс & Джой Блейк         | 11 марта 2019   | 110         | 3.05                |
| Эми предстоит взять на себя ответственность за будущее всего человечества, поэтому она очень переживает по поводу предстоящего решения. Опасная ситуация может привести к созданию нескольких альянсов. Неожиданное возвращение человека, которого никто и не ожидал здесь увидеть, оказывает положительное воздействие на людей, вселяя в них уверенность и силы бороться за собственную жизнь.                                                           |            |                                                                                          |                              |                                  |                 |             |                     |

## Производство

### Разработка
В июле 2007 года FOX заплатила 1,75 млн долларов за права на экранизацию серии романов Джастина Кронина «Проход». В сентябре 2009 года было объявлено, что Джон Логан пишет сценарий, а Ридли Скотт будет режиссёром. В апреле 2011 года Мэтт Ривз был назначен директором картины. Ривз сказал, что книга «не подходит для кино» и в июне 2011 года Джейсон Келлер был нанят, чтобы переписать сценарий Логана. Продюсеры также решили, что проект будет лучше работать в качестве телесериала, и в ноябре 2016 года FOX взяла на себя обязательство по производству пилотного проекта. В августе 2017 года президент Fox Entertainment Дэвид Мэдден сообщил Deadline, что пилотную серию могут переснять. В феврале 2018 года стало известно, что повторные съёмки пилотной серии состоятся в марте в Атланте.